# Percichthys colhuapiensis
Percichthys colhuapensis, denominada comúnmente perca bocona o trucha criolla bocona,  es una especie de agua dulce del género de peces Percichthys, de la familia Percichthyidae en el orden Perciformes. Habita en el sur de Sudamérica. La mayor longitud que alcanza ronda los 59.1 cm de largo total. Al llegar a la adultez su dieta es principalmente piscívora. Posee una carne sabrosa, por lo que es buscado por los pescadores deportivos.

## Taxonomía
Esta especie fue descrita originalmente en el año 1955 por E. J. MacDonagh.
Localidad tipo
La localidad tipo es: «lago Colhué Huapi, cuenca del río Senguer, Comodoro Rivadavia, Argentina». 
Etimología
La etimología del término Percichthys proviene del idioma griego, donde perke significa 'perca' e ichthys significa 'peces'. El término específico colhuapensis hace alusión a la localidad donde fue colectado el ejemplar tipo, el lago Colhué Huapi, Chubut, en el centro de la Patagonia argentina.

## Distribución
Habita en ambientes de agua dulce templada a fría del oeste y sur de la Argentina, en las provincias de Chubut, Neuquén, Río Negro y Santa Cruz.

## Características
Presenta un color uniforme, sin manchas o pintas, tanto en el cuerpo, el cual es robusto y alargado, como en la cabeza, la que es grande, pero cubierta de escamas pequeñas. Su característica diagnóstica es su boca grande, la cual presenta la mandíbula no incluida y muy sobresaliente, con el maxilar muy desarrollado el cual generalmente supera el borde posterior del ojo. Cuenta con dientes maxilares y mandibulares en bandas, también posee dientes palatinos y en el vómer. Tiene espinas muy desarrolladas en el área del opérculo. La aleta caudal es emarginada.

## Costumbres
Posee un sistema respiratorio de alta resistencia, además de demostrar una notable adaptación a biotopos de aguas saladas, cualidades estas que han motivado a su diseminación mediante técnicas de piscicultura en cuerpos acuáticos donde originalmente no estaba presente. El objetivo es hacer de ella un aprovechamiento tanto económico como deportivo. Como muchas de las especies que habitaban en los ecosistemas donde fue incorporada no estaban preparadas para soportar un predador de esas características, terminaron por volverse raras o extinguirse poblaciones enteras en los sitios afectados.
Reproducción
En su hábitat original se reproduce desde julio hasta octubre.
Alimentación
Su dieta consiste principalmente en insectos acuáticos, moluscos, crustáceos y peces.